# Камбаймагомедова, Хамис Магомедовна
Хамис Магомедовна Камбаймагомедова (1925, Шукты, Дагестанская АССР — 2002) — советская колхозница. Герой Социалистического Труда (1965).

## Биография
Хамис Камбаймагомедова родилась в 1925 году в селе Шукты Даргинского округа Дагестанской АССР (сейчас в Акушинском районе Дагестана) в крестьянской семье. По национальности даргинка.
Училась в Шуктынской сельской школе, но из-за начала Великой Отечественной войны не окончила её.
С 1943 года работала дояркой в колхозе имени Орджоникидзе в Акушинском районе. Демонстрировала на протяжении многих лет высокие надои, получая от каждой закреплённой за ней коровы около 2,8 тонны молока в год.
27 ноября 1965 года Указом Президиума Верховного Совета СССР за особые заслуги в развитии народного хозяйства Дагестанской АССР удостоена звания Героя Социалистического Труда с вручением ордена Ленина и золотой медали «Серп и Молот».
Умерла в 2002 году.
Награждена медалями.

## Память
В феврале 2021 года Акушинский краеведческий музей в рамках празднования 100-летия со дня основания Дагестанской АССР организовал фотовыставку «Выдающиеся дочери Дагестана», где были представлены и снимки Камбаймагомедовой.